# Güterstandsschaukel
Güterstandsschaukel ist eine rechtliche Gestaltungsmöglichkeit, welche die lebzeitige Änderung des ehelichen Güterstands für eine nicht steuerbare Übertragung von Vermögen auf den ausgleichsberechtigten Ehepartner nutzt. Erforderlich ist, dass die Ehepartner durch notariellen Vertrag vom ehelichen Güterstand der Zugewinngemeinschaft in die Gütertrennung und dann von der Gütertrennung wieder in die Zugewinngemeinschaft zurück „schaukeln“. Die Güterstandsschaukel kann eingesetzt werden, um bei ungleicher Vermögensverteilung in der Ehe zukünftig anfallende Erbschaft- und Schenkungsteuer zu sparen.
Wenn die Eheleute nach der Vereinbarung einer Gütertrennung wieder in die Zugewinngemeinschaft zurückgehen, nennt man das Güterstandsschaukel. Dazu müssen die Eheleute dann wieder zum Notar, um nach der Gütertrennung wieder den Güterstand der Zugewinngemeinschaft zu vereinbaren. Diese Güterstandsschaukel hat nach der Rechtsprechung des Bundesfinanzhofs dann keine steuernachteiligen Folgen wegen des steuerfrei durchgeführten Zugewinnausgleichs nach § 5 Abs. 2 ErbStG.
Entsteht von Gesetzes wegen eine Ausgleichsforderung durch ehevertragliche Beendigung des Güterstandes der Zugewinngemeinschaft, ist dies nicht als freigebige Zuwendung schenkungsteuerbar, wenn es tatsächlich zu einer güterrechtlichen Abwicklung der Zugewinngemeinschaft kommt, und zwar auch dann nicht, wenn der Güterstand der Zugewinngemeinschaft im Anschluss an die Beendigung neu begründet wird. Die Beendigung des gesetzlichen Güterstandes und seine anschließende Neubegründung sei regelmäßig auch nicht als Missbrauch von rechtlichen Gestaltungsmöglichkeiten anzusehen.